# Бологовский, Владимир Николаевич
Владимир Николаевич Бологовский (1861—?) — русский военный  деятель, полковник (1914). Герой Первой мировой войны.

## Биография
В 1878 году после окончания гимназии вступил в службу. В 1880 году после окончания  Варшавского пехотного юнкерского училища произведён в прапорщики и выпущен в Бородинский 68-й пехотный полк. В 1882 году  произведён в подпоручики, в 1886 году в поручики, в 1892 году в штабс-капитаны, в 1898 году в капитаны.
С 1904 года участник Русско-японской войны, командир роты. В 1908 году произведён в подполковники, с 1913 года штаб-офицер Бородинского 68-го пехотного полка.

С 1914 года участник Первой мировой войны, полковник. С 1915 года командир 431-го Тихвинского пехотного полка. Высочайшим приказом от 21 августа 1915 года за храбрость награждён Георгиевским оружием: 
За то, что 6-го мая 1915 года, будучи начальником боевого участка, взял штурмом сильно укреплённый фольварк Куршаны, являвшийся важным пунктом неприятельского расположения, чем способствовал занятию всего местечка

## Награды
- Орден Святой Анны 3-й степени с мечами и бантом (Мечи — ВП 24.06.1916)
- Орден Святого Станислава 2-й степени с мечами (ВП 1905; Мечи — ВП 16.05.1916)
- Орден Святой Анны 2-й степени с мечами (ВП 1910; Мечи — ВП 22.01.1915)
- Орден Святого Владимира 4-й степени с мечами и бантом (ВП 04.02.1915)
- Орден Святого Владимира 3-й степени с мечами  (ВП 15.07.1915)
- Георгиевское оружие (ВП 21.08.1915)